# Na vodenom putu
Na vodenom putu je njemačka dokumentarna serija u potpunosti posvećena temama svjetskih voda koje su vječno u mijeni. Istražuje goleme mogućnosti koje more pruža i čovjeku i životinjama: kao životni prostor, područje znanstvenoga istraživanja, radno mjesto i raj za razonodu. Za razliku od filmova o prirodi, putopisa ili znanstvenih emisija, serija pokušava pronaći neobičnu perspektivu života i rada pokraj jezera, rijeka i oceana diljem svijeta. Nudi očaravajuće slike, prostranstvo i dubinu.

## Sezone
Navedene su sezone prikazane u Hrvatskoj, na HRT1, HRT2 i HRT3.
- 9. sezona
- 10. sezona
- 11. sezona